# Црква Хаваја
Црква Хаваја (енгл. Church of Hawai'i), оригинално звана Хавајска реформирана католичка црква (енгл. Hawaiian Reformed Catholic Church) била је државна и национална црква Краљевине Хаваји од 1862. до 1893. Била је то црквена општина Англиканске заједнице на Хавајима.

## Историја
Као млади принц, Краљ Камехамеха IV посетио је Енглеску и био је импресиониран богатом церемонијом Енглеске цркве, у поређењу са суровом једноставношћу америчких мисионара који су га школовали као дете. Његова супруга краљица Ема имала је Британца и одгајана је у кући британског англиканског лекара. Њихова церемонија венчања 1856. године укључивала је англиканске молитве, али их је морао обавити министар конгрегациониста.
Године 1859. краљица Ема је писала Викторији из уједињеног краљевства да затражи духовника из енглеске цркве. Краљев министар спољних послова Роберт Крихтон Вилие такође је поднео захтеве путем дипломатских контаката. 1860. године, Самуел Вилберфорце је предложио да се мисија прошири на бискупа који би могао да организује нову подружницу. Вилијам Инграхам Кип из епископалне цркве у Калифорнији такође је подржао ту идеју, али је амерички грађански рат спречио било какву помоћ од њих. Идеју су одобрили Џон Бирд Сумнер и британски министар спољних послова лорд Џон Расел. Први епископ био је Тома Нетлехип Сталеј, црква је освећенa 15. децембра 1861.
Слање Сталеја изазвало је трвење са америчким одбором повереника за стране мисије и пре него што је стигао 1862. године; чинећи га бискупом сметало је конгрегационистима, који су се противили било којој врсти верске хијерархије. Руфус Андерсон, из америчког одбора, постао је жестоки критичар, оптужујући га за ритуалност. Званично закупљено име „Хавајска реформисана католичка црква“ изазвало је критику код „паписта“. Након што је Краљ Камехамеха IV умро, одржана је детаљна сахрана која је упоређена са папском високом мисом. Сталеја су чак напали амерички писац Марк Твен и други које је назвао „пуританцима“
Црква Хаваја постала је званична краљевска црква, са земљом донираном из поседа краљевске породице, а не владе. Краљица Ема је крштена, а за њом млади Давид Калакауа који ће касније такође постати краљ. Краљевски Маузолеј је изграђен са приватном капелом, који је у супротности са једноставним гробљима омиљених од ранијих мисионара. Почело је поштовање празника Божића и Великог петка. Пошто је Краљ Камехамеха IV  умро на празник Светог Андреја, прва катедрала коју је на Хавајима саградио његов брат, нови краљ Краљ Камехамеха V  названа је катедрала Светог Андреја. Камен темељац постављен је 1867. године и постао је званична резиденција епископа. Покренуте су и две удружене школе: Девојачка школа Светог Андреја за девојчице и школа за дечаке названа по Светом Албану, која је на крају постала део школе Иолани. Након свргавања монархије 1893. године и анексије Сједињених Држава 1898. године, Хавајска црква је распуштена и постала је Епископска епархија Хаваја, пошто је територијална надлежност пренета на Епископску цркву у Сједињеним Америчким Државама.